# Alphaeus Philemon Cole
Alphaeus Philemon Cole, född 12 juli 1876 i Jersey City, död 25 november 1988 i New York, var en amerikansk målare, gravör och grafiker. Han var också vid sin död vid en ålder av 112 år och 136 dagar världens äldsta levande man. Han var son till gravören Timothy Cole.
Cole studerade konst vid Académie Julian i Paris 1892–1901. Under mitten av 1890-talet började han att skapa levande verk, främst porträtt och stilleben. Hans målning av Dante blev utställd i Parissalongen 1900.
1903 flyttade Cole till England och gifte sig där med skulptören Margaret Ward Walmsley. 1911 flyttade de igen till USA. Walmsley dog 1961. Cole gifte om sig 1962 med sångerskan Anita Rio som dog 1973. Cole var aktiv som konstnär tills han var 103 år.